# KZ-Außenlager Taucha
Das KZ-Außenlager Taucha war ein Außenlager des Konzentrationslagers Buchenwald in Taucha. Es wurde Ende August/Anfang September 1944 von der Hugo-Schneider Aktiengesellschaft (HASAG) in der Freiherr-vom-Stein-Straße 3a (heute Matthias-Erzberger-Straße 7) errichtet. Dieses vierte KZ-Außenlager der HASAG war stacheldrahtumzäunt und mit Wachtürmen versehen. Über 1350 Frauen mussten dort Zwangsarbeit leisten.
Der erste Transport mit 500 Häftlingen traf am 7. September 1944 in Taucha ein. Weitere Transporte folgten am 16. September und 6. Oktober mit jeweils 300 Frauen und am 10. Oktober mit 400 Frauen.
Lagerkommandant waren SS-Scharführer Schmidt und ab Anfang 1945 SS-Unterscharführer Martin Wagner. Zur Bewachung des Lagers unterstanden ihnen 50 SS-Männer und 14 Aufseherinnen.
Vernichtung durch Arbeit traf hier wieder besonders die Sinti-Häftlinge und die jüdischen Frauen, die gezielt für körperlich schwere und gesundheitsgefährdende Arbeiten eingesetzt wurden. 168 von ihnen wurden bereits nach kurzer Zeit wegen ihres schlechten Gesundheitszustandes nach Auschwitz deportiert.
Die schwere, täglich zwölfstündige Arbeit, die ungenügende Versorgung und die mangelhaften hygienischen Bedingungen im Lager führten schnell und vielfach zu Erkrankungen und Tod. Bis Februar 1945 waren über 70 schwerkranke Frauen in das KZ Ravensbrück zurückgeschickt worden. Vor Auflösung des Lagers wurden nochmals 150 Schwerkranke – davon 67 „Zigeunerinnen“ – nach Bergen-Belsen deportiert.
Am 14. April wurde das KZ-Außenlager Taucha aufgelöst und die rund 1200 Frauen auf einen Todesmarsch Richtung Teplitz gezwungen. Erschöpfte Frauen wurden von der SS erschossen. Noch vor Erreichen des Ziels wurden die wenigen Überlebenden von der sowjetischen Armee befreit. Die 80 kranken und zurückgelassenen Frauen wurden von der amerikanischen Armee befreit.